# Caquistocracia
Caquistocracia o kakistocracia (del griego κάκιστος kàkistos, 'el peor', y κράτος kratos, 'gobierno', 'el gobierno de los peores') es un término utilizado en análisis y crítica política para designar a un gobierno de los Estados controlado por las personas más ineptas, incompetentes y cínicas.
El término se utilizó por primera vez en el siglo XVII y tuvo un cierto uso en el siglo XIX, pero es a principios del siglo XXI cuando se ha extendido su utilización en los medios.
El 9 de agosto de 1644 en St. Maries, Oxford, el religioso Pablo Gosnold utilizó por primera vez la palabra caquistocracia durante un sermón:

Por lo tanto, no debemos tener ningún escrúpulo en orar contra tales: contra aquellos devotos incendiarios, que han buscado fuego en el cielo para incendiar su país, fingiendo ser religiosos para levantar y mantener la rebelión más perversa; contra esos de Nerón, que desgarraron el útero de la madre que los parió e hirieron los pechos que los amamantó; contra aquellos caníbales que se alimentaron de la carne y se emborracharon con la sangre de sus propios hermanos; contra aquellos de Catilina que buscan sus fines privados en el disturbio público y prendieron fuego al Reino para asar sus propios huevos; contra esas tempestades del Estado, esos espíritus inquietos quienes no pueden vivir más, además de ser pegajosos y entrometidos, quienes son picados con un afán perpetuo de cambiar e innovar, transformando nuestra antigua Jerarquía en un nuevo Presbiterio, y éste nuevamente en una renovada Independencia; y nuestra bien templada Monarquía en una loca especie de caquistocracia.
¡Buen señor! ¿Qué rumbos salvajes e irregulares han corrido estos hombres, desde que las riendas se han desatado sobre ellos?